# Bělecký Mlýn
Bělecký mlýn je malá osada v okrese Prostějov v Olomouckém kraji. Rozkládá se v údolí říčky Romže na katastrech obcí Zdětín, Hluchov a Bílovice-Lutotín. Centrem místa je mlýn přebudovaný na výletní centrum. K osadě patří chatová kolonie. Nad areálem mlýna se vypíná pravěké hradiště Bílovický hrad.

## Historie
První zmínky o mlýně pocházejí již ze začátku 16. století (kolem roku 1510). V roce 1834 byl majitelem mlýna Rudolf Lasák z Ptení. V roce 1884 se tady narodil malíř Oldřich Lasák. Původní vodní mlýn při Romži, zachycený na předválečných fotografiích, vyhořel v roce 1928. Noviny Moravský večerník dne 24. srpna 1928 k nešťastné události napsaly: „Bělecký mlýn vyhořel do základů. Bylo to útulné místo v údolíčku mezi lesy, se zahradou a tanečním sálem, který byl pokryt dřevěnou střechou. Sál byl však od požáru ušetřen. Zato rozsáhlá jednopatrová budova, vesměs ze dřeva stavěná, byla sytou potravou ohně, neboť vody nebylo ani v rybníku těsně u stavení, ani v potoku. Mlýn s celým zařízením byl zničen. V přízemí mlýnské budovy byla restaurace, v letní době četně navštěvovaná Prostějováky. Majitelem vyhořelé budovy jest pan František Fučík z Hluchova, v poslední době hostinským v Běleckém mlýně byl Jan Skokan.“ V roce 1929 bylo vybudováno nové výletní centrum. Slavnostní otevření nového Běleckého mlýna s restaurací a tanečním sálem proběhlo v neděli 6. dubna 1930. Tato událost je ale spjata s velkou potyčkou, do které se zapojili místní rváči. Celkem bylo zraněno 40 osob a zařízení restaurace utrpělo škodu v ceně 22 tisíc korun. V roce 1930 patřil Bělecký mlýn Bedřichu Fučíkovi. V roce 1936 objekty mlýna zakoupil prostějovský továrník Jan Pyrolt a zřídil zde hřebčín. Po válce se areál mlýna stal součástí Státního plemenného hřebčína v Tlumačově. Během komunistické doby hostinskou činnost na Běleckém mlýně provozoval národní podnik Restaurace a jídelny. K běžným výletníkům z Prostějova se přidali chataři a trampové. V 70. letech byl u mlýna zřízen pionýrský tábor podniku Sigma Olomouc, který fungoval až do 90. let, kdy byl zbořen. V 90. letech areál mlýna získala skupina podnikatelů, která plánovala využívání pro agroturistiku.

## Současnost
V roce 2003 zakoupil areál mlýna současný majitel (provozován pod firmou Bělecký Mlýn s. r. o.) a postupně letovisko přebudoval do nynější podoby. Komplex nabízí ubytování, vnitřní i venkovní restauraci, pořádání svateb a dalších akcí. Pravidelně je možnost zakoupit domácí potravinové produkty.

### Zámeček
K areálu mlýna patří Zámeček. Místo sloužilo jako stáje pro šlechtický velkostatek v Hluchově. V současnosti jsou zde budovy s koňskými stájemi. Místo nabízí ubytování, občerstvení, výuku jízdy na koni. Podél obory prochází žlutá turistická značka z Běleckého mlýna do Ptenského Dvorku. V okolí Zámečku si lze prohlédnout dobře fungující myslivecké hospodářství. Na vyvýšených místech jsou vybudovány pozorovatelny zvěře. Vodní hospodářství je zastoupeno několika retenčními nádržemi.

## Železnice
Na Běleckém mlýně je zastávka železniční trati Prostějov-Dzbel. Byla zřízena dva roky po otevření Moravské západní dráhy v roce 1891 a pojmenována jako Bělský (později Bělecký) mlýn. Jízdenky se prodávaly v restauraci, ale také v pavilonu, který byl pro tyto účely před mlýnem zřízen. Zastávka se nacházela před přejezdem po pravé straně železničního svršku. Protože však bylo potřeba ji prodloužit a na původním místě nebyl potřebný prostor, bylo nástupiště přeloženo až za přejezd na současné místo. V roce 1928 se mlýn se zastávkou stal součástí obce Zdětín. V roce 1961 byla zastávka Bělecký mlýn přejmenována na Zdětín (a pak na současný Zdětín u Prostějova). Dřevěná čekárna byla postavena v roce 1967. V době fungování pionýrského tábora se cestujícím z vlaku naskýtal pohled na dvacet pionýrských chatek v pastelových barvách.

## Turistika
Přes Bělecký mlýn vede zelená značka z Lutotína do Ptení. Začíná tady žlutá značka vedoucí do Ptenského Dvorku a modré značení směřující do Hluchova. Atraktivní je síť naučných stezek v okolí (historie, fauna, flóra, pravěké hradiště).

## Fotogalerie

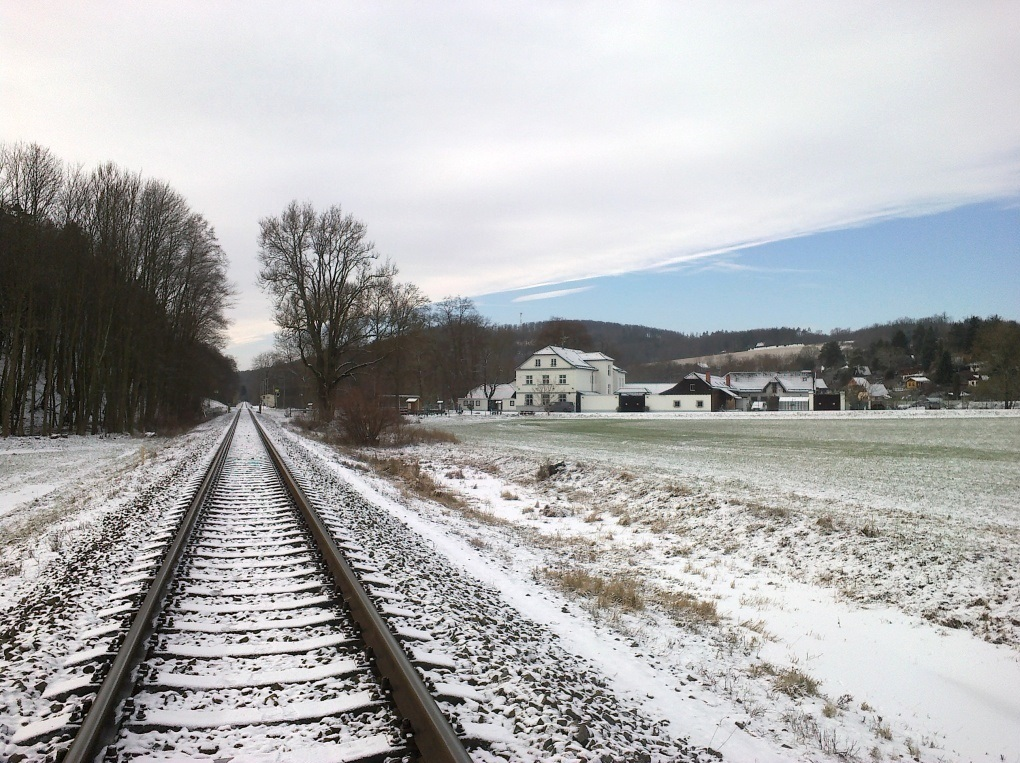
Areál Běleckého mlýna od železniční trati
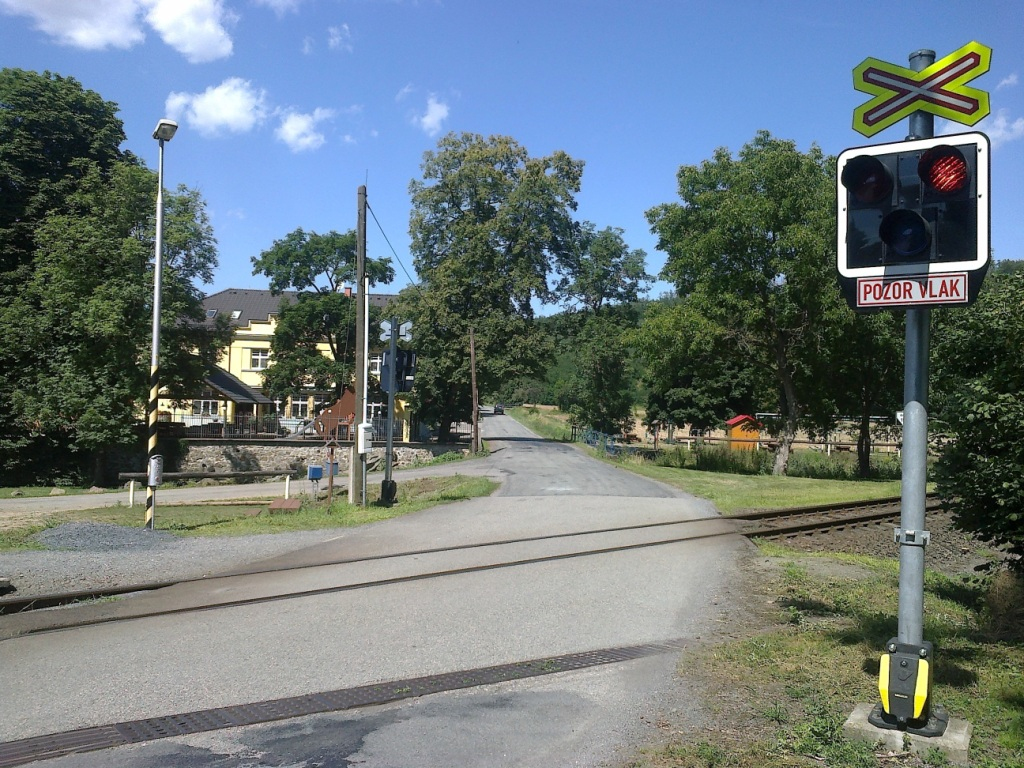
Bělecký mlýn od železničního přejezdu
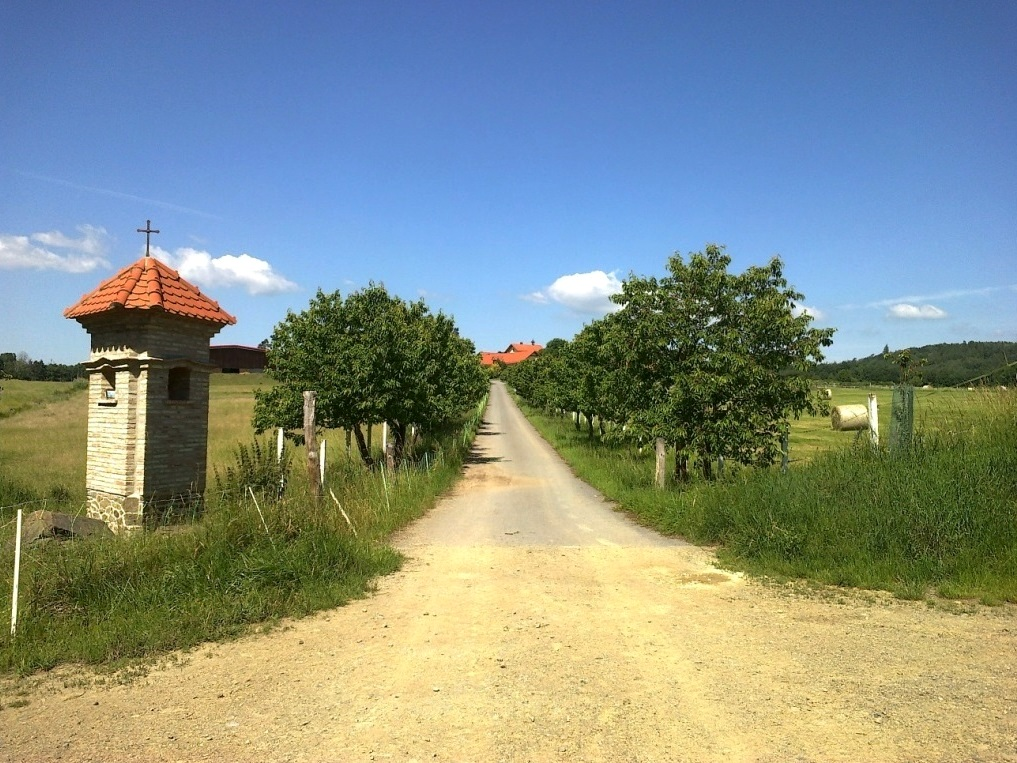
Třešňová alej a boží muka na cestě k Zámečku
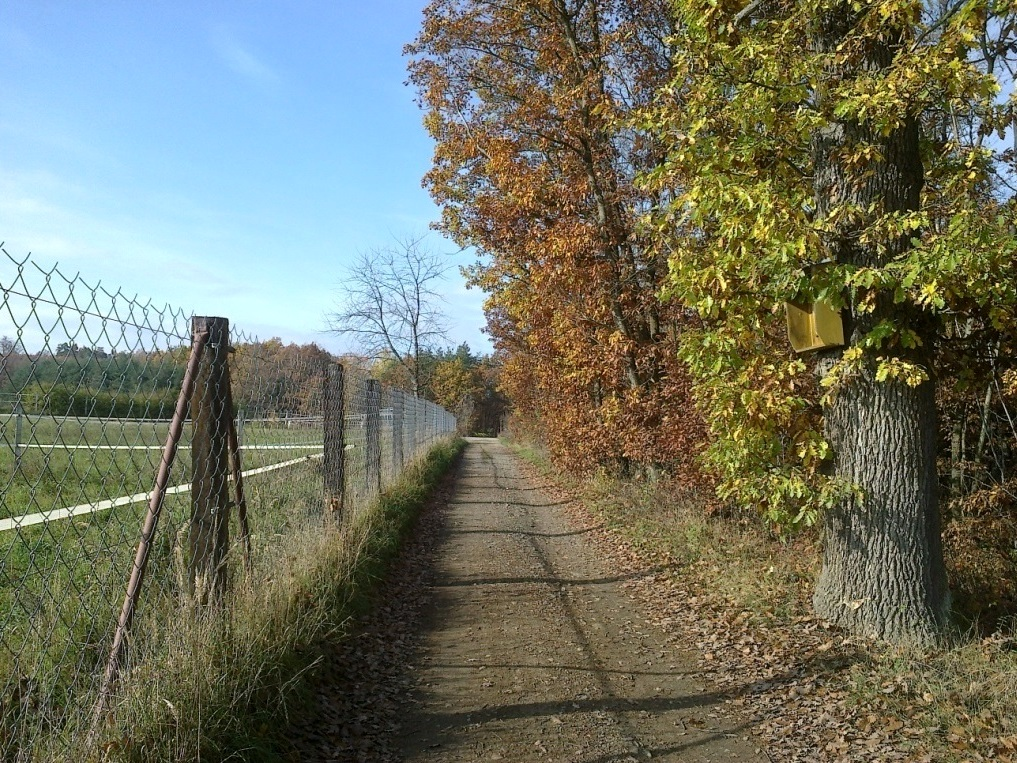
Cesta při žluté turistické značce podél obory
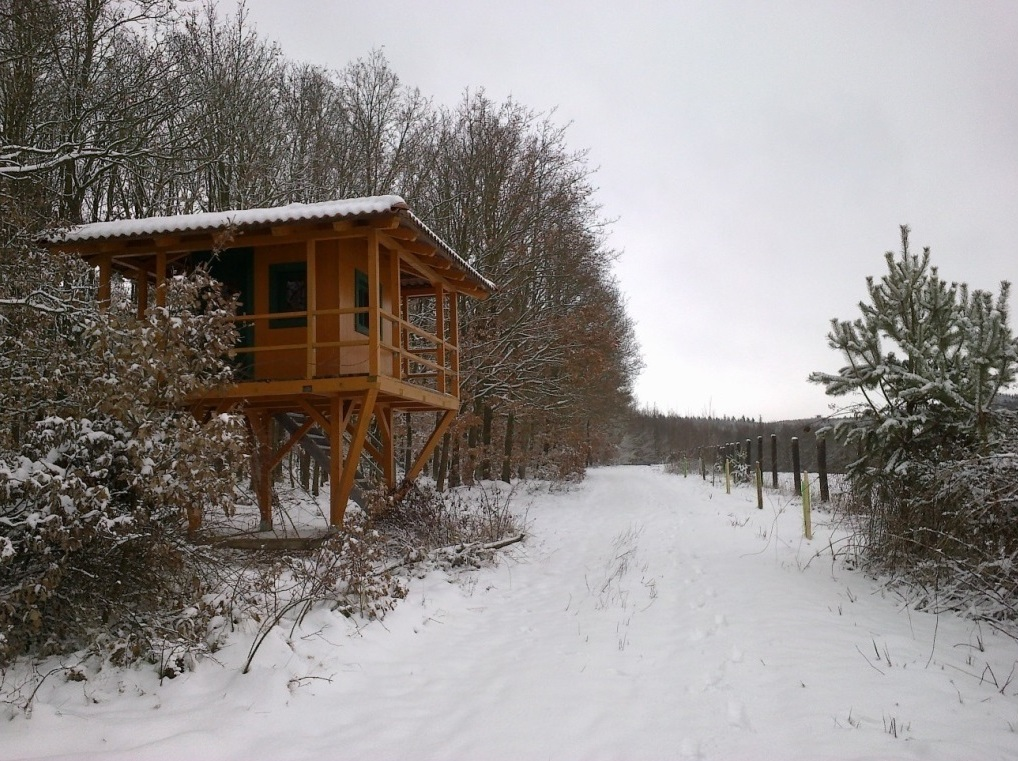
Pozorovatelna zvěře u Zámečku
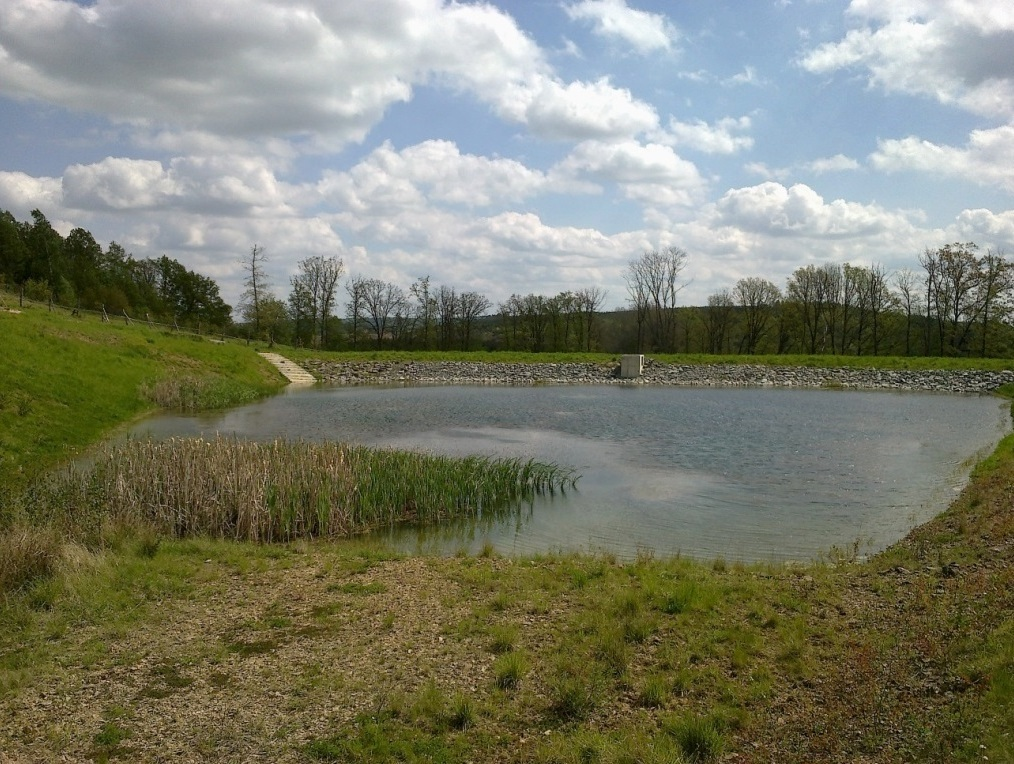
Retenční nádrž nedaleko Zámečku